# Центральное конструкторско-исследовательское бюро спортивного и охотничьего оружия
Центральное конструкторско-исследовательское бюро спортивного и охотничьего оружия (ЦКИБ СОО) — предприятие оборонно-промышленного комплекса, расположенное в городе Туле. Под этим именем работает один из старейших научно-исследовательских институтов и конструкторских бюро, занимающихся развитием стрелкового оружия России.

## История
Тульское конструкторское бюро спортивного и охотничьего оружия было создано 4 марта 1946 года при Тульском оружейном заводе. Совет Министров РСФСР своим Постановлением № 1403 от 23 декабря 1958 года выделяет ЦКИБ из состава Тульского оружейного завода в самостоятельное предприятие с подчинением его Тульскому Совнархозу, а через год Постановлением № 1423 от 31 декабря 1959 года подчиняет ЦКИБ Государственному Комитету Совета Министров СССР по оборонной технике (в дальнейшем, Министерство оборонной промышленности).
Огнестрельное оружие, разрабатываемое и производимое предприятием, получило собственный индекс:
- МЦ («модель ЦКИБ СОО») — с 1948 года, для спортивного, охотничьего и гражданского оружия.
- ОЦ («образец ЦКИБ СОО») — с 1960 года, для боевого оружия.

5 марта 1985 года в соответствии с указом Президиума Верховного Совета СССР за заслуги в создании образцов специальной техники ЦКИБ СОО был награждён орденом Октябрьской Революции.
В 1997 году в соответствии с решением Правительства Российской Федерации бюро было включено в состав Тульского Конструкторского бюро приборостроения в качестве филиала.

## Современное состояние
Основное направление работы — изучение перспективных направлений развития стрелково-пушечного вооружения — автоматических пушек, пулемётов, автоматов, снайперских винтовок, пистолетов, гранатомётов, станков, установок и боеприпасов к ним.
Другой, не менее известный, вид деятельности ЦКИБ СОО — разработка и изготовление спортивного и охотничьего оружия, в том числе малосерийных и штучных образцов в наградном, декоративном и подарочном исполнении.

## Сотрудники
В разные годы в ЦКИБ СОО работали известные инженеры-конструкторы и оружейники:
- Афанасьев, Николай Михайлович
- Волков, Владимир Иванович
- Злобин, Владимир Викторович
- Коробов, Герман Александрович
- Макаров, Николай Фёдорович
- Никитин, Григорий Иванович
- Стечкин, Игорь Яковлевич
- Сорокин, Алексей Михайлович
- Телеш, Валерий Николаевич
- Силин, Вячеслав Иванович

## Образцы вооружения
- А-12,7 — авиационный пулемет.
- АМ-23 — авиационная пушка.
- НСВ-12,7 «Утёс» — крупнокалиберный пулемет.
- АПС — автоматический пистолет системы Стечкина.
- ГП-25 «Костёр» — подствольный гранатомет.
- ТКБ-408, ТКБ-517, ТКБ-022 — автоматы Коробова.
- ОЦ-14 «Гроза» — стрелково-гранатометный комплекс.
- ОЦ-35 — модернизированный вариант пистолета ПМ
- ОЦ-38 — бесшумный револьвер.
- ПСМ  — пистолет самозарядный малогабаритный.
- РМБ-93 — боевое магазинное ружьё.
- ОЦ-22 — малогабаритный пистолет-пулемет
- ОСВ-96 — тяжёлая самозарядная крупнокалиберная снайперская винтовка.